# 弗雷热罗勒
弗雷热罗勒（法語：Fréjairolles，法語發音：[fʁeʒɛʁɔl]）是法国奧克西塔尼大區塔恩省的一个市镇，属于阿尔比区。

## 地理
弗雷热罗勒（43°52'49"N, 2°13'52"E）面积17.41 平方千米，位于法国奧克西塔尼大區塔恩省，该省份为法国南部内陆省份，北起顺时针与阿韦龙省、埃罗省、奥德省、上加龙省和塔恩-加龙省接壤。
与弗雷热罗勒接壤的市镇（或旧市镇、城区）包括：阿尔比、贝勒加德-马尔萨勒、康邦、代纳、福克、穆齐耶伊特勒、皮古宗。

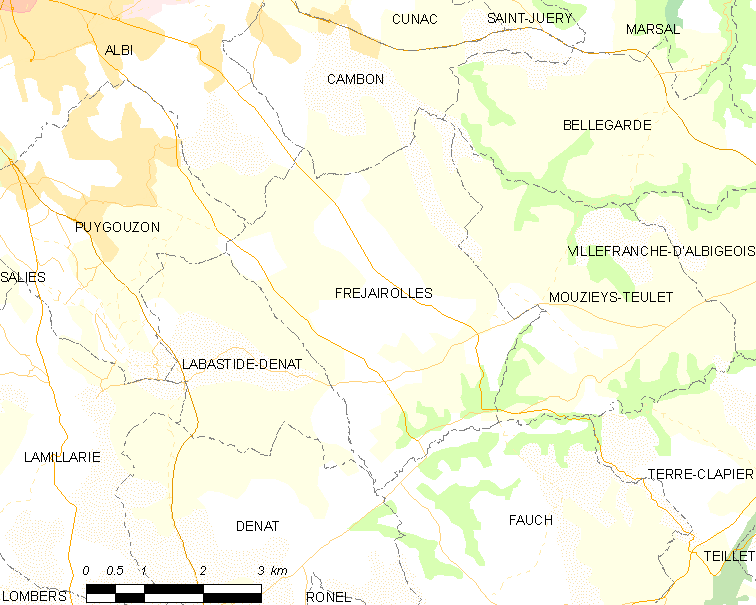
弗雷热罗勒的OSM定位图

弗雷热罗勒的时区为UTC+01:00、UTC+02:00（夏令时）。

## 行政
弗雷热罗勒的邮政编码为81990，INSEE市镇编码为81097。

## 政治
弗雷热罗勒所属的省级选区为圣瑞埃里县。

## 人口

1962-2008年间弗雷热罗勒人口变化图示

弗雷热罗勒于2022年1月1日时的人口数量为1313人。